# Takydromus luyeanus
Takydromus luyeanus là một loài thằn lằn trong họ Lacertidae. Loài này được Lue & Lin mô tả khoa học đầu tiên năm 2008.